# Пинигин, Владимир Кириллович
Влади́мир Кири́ллович Пини́гин (укр. Володимир Кирилович Пінігін; 21 сентября 1941, Ленинград — 11 октября 2015, Львов) — советский и украинский художник-график.
Работал в книжной и станковой графике, плакате, дизайне, сценографии, живописи. В 1985—1999 годах перешёл на малые формы графики в техниках офорта, травления, сухой иглы, инталии, монотипии. Член Союза художников Украины с 1974 года.

## Биография
Детство и юность Владимира Пинигина прошли в Ленинграде, в 1958 году он переехал во Львов. В 1965 году окончил Украинский полиграфический институт им. Ивана Фёдорова по специальности «графика».
С 1963 года принимал участие в около 120 групповых региональных, республиканских, международных выставках. Провёл 12 персональных выставок на Украине, в России, Бельгии, Голландии, Германии, США, Польше. Награждался премиями и дипломами международных выставок.
Дочь — Иветта Ключковская, также художница.